# La biblioteca dell'anatomista
La biblioteca dell'anatomista (Nådens omkrets) è un romanzo thriller scritto nel 2011 da Jørgen Brekke. Ha vinto il Premio Norli 2011 come miglior romanzo d'esordio.

## Trama
La trama è impostata su tre diverse vicende: la prima è storica, ambientata nel 1528, le altre si svolgono ai giorni nostri.
- Bergen, 1528. Un frate di nome Johannes torna nella propria patria per recuperare un set di coltelli appartenenti a un barbiere conoscente, insieme al quale è diventato allievo dell'anatomista Alessandro, divenuto celebre grazie a quei pregiati strumenti chirurgici. L'obiettivo del frate è la vendetta.
- Richmond, oggi. Efrahim Bond, curatore del museo di Edgar Allan Poe, fa una scoperta sensazionale nel luogo in cui lavora, un documento rilegato in pelle umana che fa riferimento alle confessioni di un assassino. Il curatore viene poi trovato scuoiato e decapitato all'interno del museo e la poliziotta Felicia Stone è incaricata di investigare sull'omicidio; durante le indagini si imbatterà in vecchi scheletri nell'armadio.
- Trondheim, oggi. Jon Vatten è il responsabile della sicurezza nella biblioteca universitaria della città. Gunn Brita Dahle, che avrebbe dovuto trasferirsi e lasciare il posto di bibliotecaria alla giovane Siri Holm, viene rinvenuta assassinata in una modalità di esecuzione analoga a quella di Efrahim Bond, nel deposito blindato in cui sono conservate le opere più preziose, accessibile solo coi codici di Jon Vatten e della bibliotecaria. L'investigatore Odd Singsaker, appena rientrato da una convalescenza, si occupa del caso. Ben presto tutti i sospetti ricadono su Vatten, l'unico apparentemente presente al momento del delitto: non è la prima volta che viene accusato di omicidio, infatti ha già avuto problemi con la legge anni prima, dopo la misteriosa scomparsa della moglie e del figlio.

## Edizioni
- Jørgen Brekke, La biblioteca dell'anatomista, Casa Editrice Nord, 2012, ISBN 978-88-429-1886-8.